# Anne Sérode
Anne Sérode est une dirigeante dans le domaine des médias. De nationalité canadienne et française, elle a occupé différents postes au sein de Radio Canada avant d'être directrice de la chaîne FIP (groupe Radio France) de juin 2014 à juillet 2017. Depuis juillet 2017 elle est directrice générale de TV5 Québec Canada.

## Biographie
Titulaire d'une licence en communication- spécialisation journalisme (1992) de l'université du Québec à Montréal, elle a également poursuivi des études de maîtrise en philosophie.  Elle commence sa carrière au réseau TVA. En 1995, elle entre à la télévision de Radio-Canada et occupe différents postes en tant que réalisatrice, avant de devenir rédactrice en chef du Téléjournal en 2007. En 2008, elle passe du côté de la radio et devient chef des émissions de la chaîne musicale Espace Musique. En mai 2011, elle devient directrice de la Première Chaîne et accompagne les changements structurels de la station. En mars 2013, Première chaîne enregistre un record  avec 13,3% de parts d'audience sur la région de Montréal, également en progression dans tout le pays. 
Anne Sérode choisit de quitter l'institution en 2013 dans le cadre des restrictions budgétaires imposées aux organes publics. Sa double nationalité franco-canadienne et ses attaches méridionales en France (son père est Provençal) contribuent à la faire nommer responsable des programmes de France Bleu Roussillon en octobre de la même année.
En avril 2014, soit six mois plus tard, le nouveau PDG de Radio France, Mathieu Gallet, lui propose de prendre la direction de FIP, à laquelle elle est nommée en juin 2014 en remplacement de Julien Delli Fiori. À ce poste, Anne Sérode accompagne la station dans la mue numérique que Mathieu Gallet insuffle au sein du groupe. En janvier 2016, elle annonce la création de 6 webradios pour étendre la diffusion de Fip.  La chaîne connait des records d'écoute historiques sous sa direction.  En 2015, le président de Radio France la nomme Présidente du Comité Diversité de l'entreprise afin de faire avancer le groupe radiophonique sur cette question.
Le 1er juin 2017, elle est nommée directrice générale, stratégies et marques, de TV5 Québec Canada.

## Prix et récompenses
- Prix Gémeaux (2004 et 2005)[1]
- Prix Signis du Prix Italia (2004)[1]